# Szkoła mężów
Szkoła mężów (fr. L'École des maris) – trzyaktowa komedia Moliera z 1661 roku, oparta na sztuce Terencjusza pt. Bracia. Na język polski przełożył ją Tadeusz Boy-Żeleński.

## Treść
Dwaj bracia, Sganarel i Aryst, sprawują opiekę nad córkami swojego zmarłego przyjaciela. Sganarel opiekuje się Izabelą, a Aryst Leonorą. Izabela jest wychowywana surowo, a Leonora pobłażliwie. Sganarel pragnie ożenić się ze swoją podopieczną, ta jednak kocha się w młodzieńcu Walerym. Izabela pisze list miłosny do Walerego i mówi Sganarelowi, że jest to list od jej zalotnika i prosi go, żeby odniósł go Waleremu. W taki oto sprytny sposób Walery dostaje list. Później Izabela udając swoją siostrę, dostaje od Sganarela i Arysta zgodę na ślub ze swoim ukochanym. Po podpisaniu umowy ślubnej pojawia się Leonora i Sganarel dowiaduje się, że został oszukany, a Aryst żeni się z Leonorą.

## Postacie
- Sganarel, opiekun Izabeli
- Aryst, jego brat, opiekun Leonory
- Izabela
- Leonora, jej siostra
- Lizeta , towarzyszka Leonory
- Walery, zalotnik Izabeli
- Ergast, jego służący
- Komisarz
- Notariusz